# Sagartiomorphe carlgreni
Sagartiomorphe carlgreni Kwietniewski, 1898 è una specie di celenterato antozoo nella superfamiglia Metridioidea dell'ordine Actiniaria. È l'unica specie del genere Sagartiomorphe e della famiglia Sagartiomorphidae .

## Descrizione
La specie ha una ampia base, colonna liscia, senza cinclide e un forte sfintere forte mesogloeale. I tentacoli sono corti, conici, disposti a gruppi di sei, i tentacoli interni sono dotati di nematocisti atrici. Muscoli longitudinali di tentacoli e muscoli radiali del disco orale ectodermico. Due sifonoglifi. Mesenteri circa il doppio al limbus rispetto al margine. Due coppie di direttive. Dodici coppie di mesenteri perfetti e sterili, altri mesenteri fertili e con filamenti molto deboli. Divaricatori diffusi, parietobasilari e basilari molto deboli. Aconzio con solo amastigofori microbasici. Cnidoma: spirocisti, atrici, basitrici, p-mastigofori microbasici, amastigofori microbasici.